# قلعه کوتسوکاگه

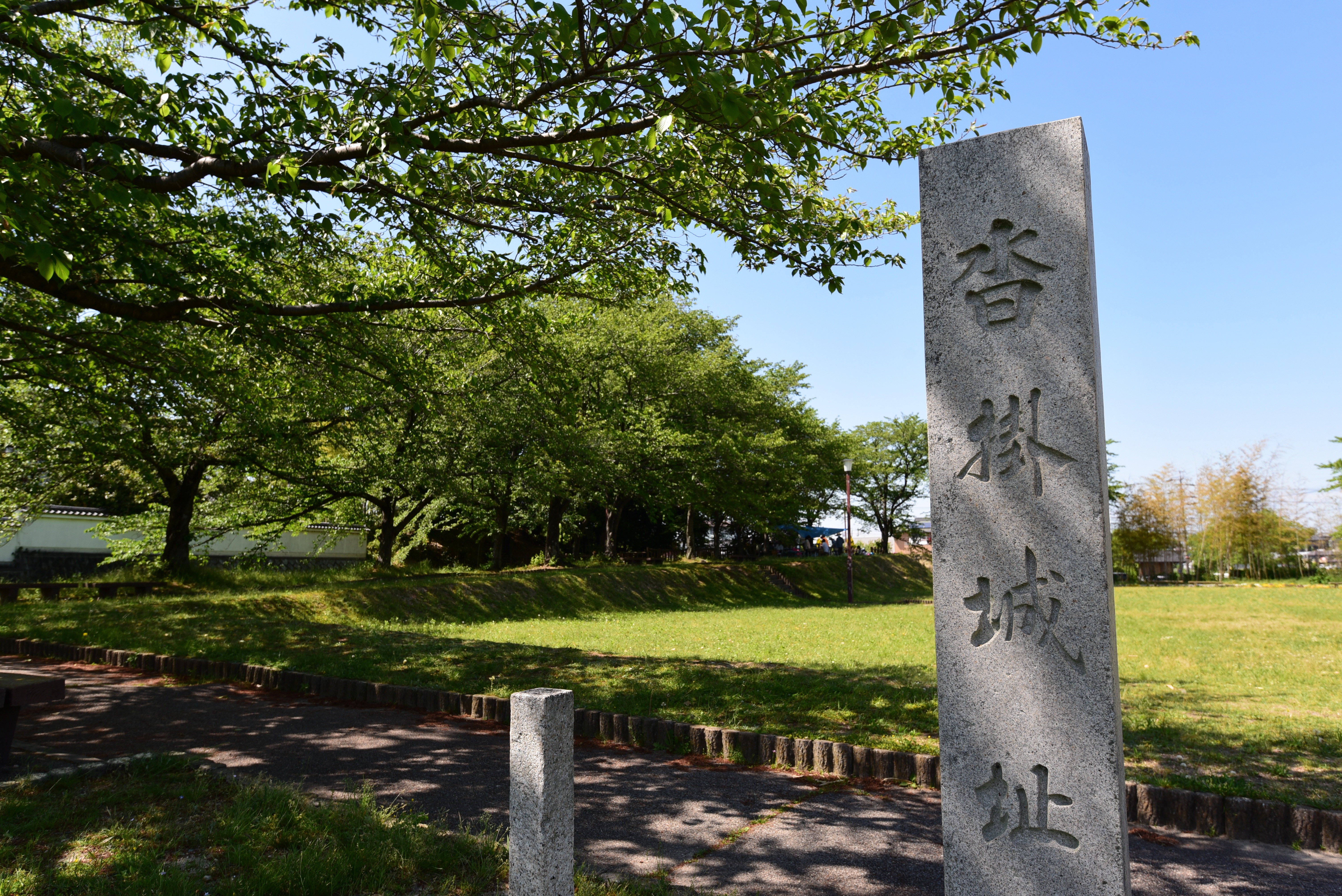
سنگ یادبود قلعه کوتسوکاگه در محل قلعه

قلعه کوتسوکاگه (به ژاپنی: 沓掛城) یک قلعه ژاپنی در بخش آیچی، آیچی (امروزه تویوآکه، آیچی)، استان آیچی در ژاپن بود. این قلعه در ۱۳۹۴–۱۴۲۸ ساخته شده بود. در دوره سنگوکو در هنگامیکه اودا نوبوهیده در ولایت اُواری به گسترش قدرت خود پرداخته بود، وی یاماگوچی نوریتسوگو (مرگ ۱۵۶۰) را به جهت جلوگیری از حملات خاندان ایماگاوا به عنوان ارباب این قلعه گماشت. پس از مرگ اودا نوبوهیده، نوبوتسوگو به او خیانت کرده و طرفدار خاندان ایماگاوا شد. در پی آن اربابان قلعه کوتسوکاگه و قلعه اوداکا نیز بر ضد اودا نوبوناگا شورش کرده و هر سه قلعه به دست خاندان ایماگاوا افتاد.